# Lola Glaudini
Lola Glaudini, född 24 november 1971 i New York, är en amerikansk skådespelare.
Hon är mest känd för sin roll som Elle Greenaway i den amerikanska kriminalserien Criminal Minds. Efter att ha medverkat i serien under två säsonger ville Glaudini inte längre bo i Los Angeles, och hon slutade och flyttade.
Hon medverkar även som Deborah Cicceroni-Waldrup i den amerikanska serien Sopranos.